# Igreja de Rilán
A Igreja de Rilán (castelhano: Iglesia de Rilán) é uma igreja católica localizada na localidade de Rilán, comuna de Castro, no Chile. Forma parte do grupo de 16 igrejas de madeira de Chiloé qualificadas como Monumento Nacional do Chile e reconhecidas como Patrimônio da Humanidade pela Unesco.
Integra a diocese de Ancud e sua santa patrona é Nossa Senhora de Lourdes.